# Olmediella betschleriana
Olmediella betschleriana là một loài thực vật có hoa trong họ Liễu. Loài này được (Göpp.) Loes. mô tả khoa học đầu tiên năm 1905.

## Hình ảnh

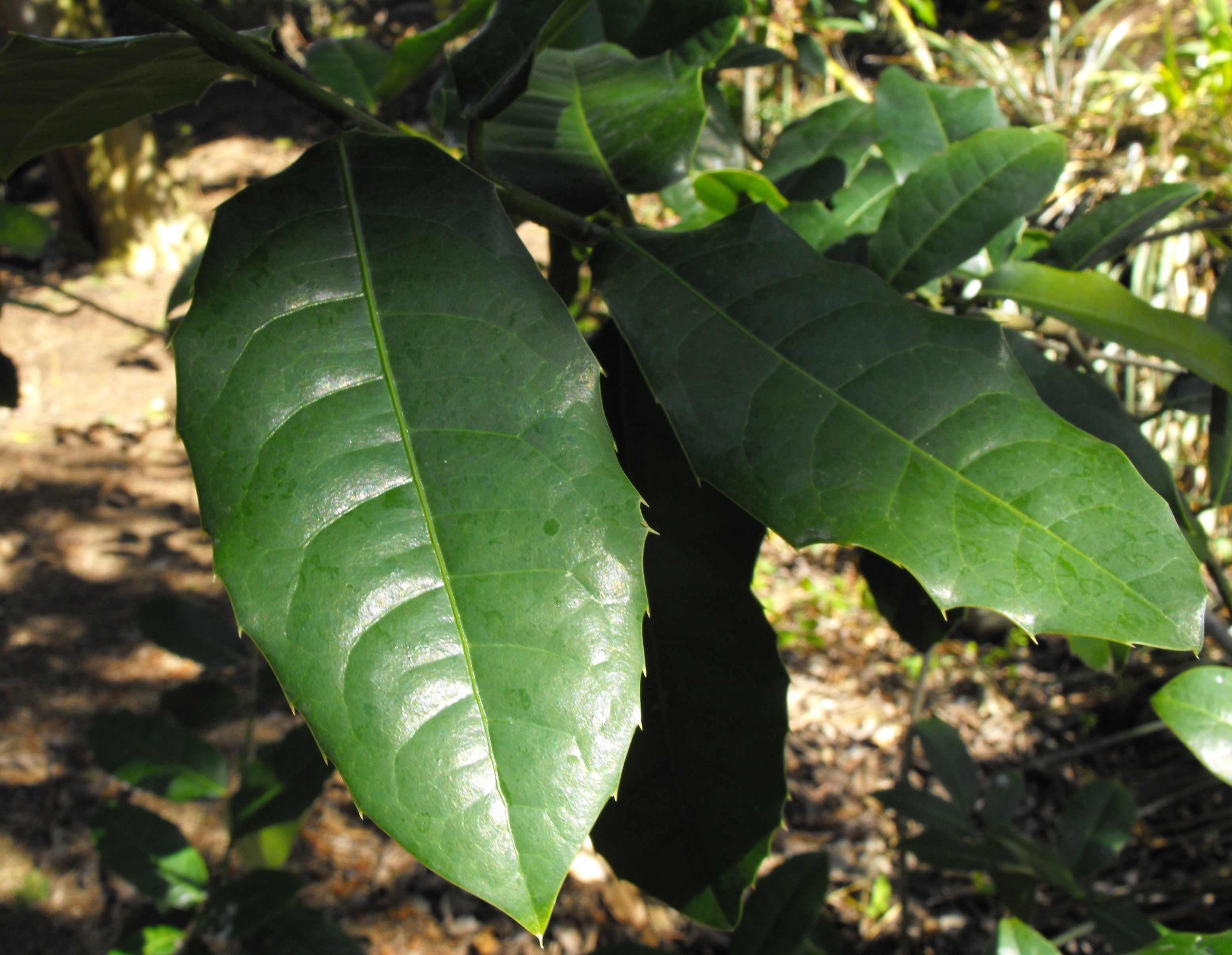